# Sébastien Kuzbik
Pas d'image ? Cliquez ici

a Compétitions nationales et continentales officielles uniquement.

Dernière mise à jour le 11 juillet 2011.
Sébastien Kuzbik, né le 1er avril 1978 au Creusot (Saône-et-Loire), est un joueur français de rugby à XV qui évolue au poste d'ailier.

## Carrière
- 1997-1998 : FC Grenoble
- 1998-1999 : CA Périgueux
- 1999-2003 : CA Bègles-Bordeaux
- 2003-2005 : ASM Clermont
- 2005-2011 : Montpellier HR
- 2011-2013 : Stade olympique millavois

## Palmarès
- Vice-champion de France en 2011 avec le Montpellier Hérault rugby.
- Vice champion d'europe (Harlequins-Clermont Ferrand)
- Stage équipe de France
- Équipe de France A
- Équipe de France -21 ans
- Équipe de France FIRA : vice-champion du monde
- Équipe de France Scolaire